# Doris Gutiérrez
Doris Alejandrina Gutiérrez (Comayagüela, 21 de agosto de 1947) es una abogada y política hondureña. Fue diputada del Congreso Nacional de Honduras por la UD (2006-2009), regidora del Distrito Central (2010-2014) independiente y fue diputada por el Partido Innovación y Unidad en el periodo (2014-2022), segunda designada presidencial (2022-2024) y primera designada presidencial (desde 2024), electa bajo el partido Libertad y Refundación.

## Estudios y comienzos
Estudió hasta el tercer grado en la Escuela José Trinidad Reyes y concluyó su primaria con altas notas en la Escuela José Cecilio del Valle. Realizó el primer curso de secundaria en el instituto Central Vicente Cáceres y pasó estudiar con una beca al Instituto Sagrado Corazón de Tegucigalpa, para niñas, de donde se graduó de maestra primaria con un índice de 99%. Ganó una beca para la Escuela Superior de Profesorado de la Universidad Pedagógica Francisco Morazán, donde obtuvo el título de licenciada en Ciencias de la Educación. Se casó y tuvo tres hijos. Luego se graduó de Contaduría Pública en la Universidad Nacional Autónoma de Honduras, con un promedio de 80%. También es abogada egresada de la Universidad Tecnológica de Honduras.
Según relata, su primer trabajo como maestra fue en Trinidad, Santa Bárbara, a los 20 años de edad, donde fue profesora de práctica docente, evaluación, estadística e inglés; y antes había servido como secretaria del Instituto Nocturno Mixto de la Escuela Superior del Profesorado. En Trinidad ayudaba a alfabetizar en las aldeas, cuando la llamaron para participar en un concurso de la Escuela Radiofónica Suyapa, del que fue una de las mejores calificadas, y pasó a trabajar 14 años enseñando a leer y escribir por la radio.

## Carrera política
Incursionó por primera vez en política en las elecciones de 1997, siendo electa diputada suplente de Matías Fúnez, de la Unificación Democrática, quien se enfermó dejando la titularidad del cargo a Doris. Se postuló como candidata a diputada en las elecciones de 2001; pero no fue hasta la siguiente elección de 2005 cuando resultó elegida por el partido Unificación Democrática. Renunció en 2009, por la crisis política de ese año. 
Por el pedido de las bases de ese partido, se lanzó como candidata a alcaldesa del Distrito Central, para las elecciones de 2009. Iba en la fórmula del movimiento Pueblo Unido, que llevó la candidatura presidencial del diputado César Ham. Ham se vio envuelto en un escándalo de corrupción por el cual fue acusado de violar los estatutos del partido, y Doris fue una de las personas que se posicionaron a favor de que Ham fuera castigado por ello. Cuando Ham fue ratificado como candidato, Doris renunció a su candidatura en abril de 2009, afirmando que Ham era «un verdadero monumento a la corrupción». Relanzó su candidatura a alcaldesa por un movimiento independiente. Tras las elecciones, Doris quedó como regidora de la alcaldía para el periodo 2010-2014.
Para las elecciones de 2013, Doris resultó elegida diputada propietaria con 80,871 votos, ahora por el Partido Innovación y Unidad (PINU), para el periodo 2014-2018. En marzo de 2016, presentó un proyecto al Congreso Nacional de Honduras para que se enseñara el papel destacado que han desempeñado las mujeres en Honduras, particularmente la activista y ambientalista Berta Cáceres, para declarar a esta heroína nacional y colocar un busto suyo en su ciudad natal, y para instalar una galería donde se destacara el papel de las mujeres hondureñas a lo largo de la historia.
A principios de 2016 anunció que ese sería su último periodo como diputada, pero se lanzó nuevamente y ganó la diputación, volviéndose jefa de bancada del PINU. En marzo de 2018 Doris volvió a presentar la moción para declarar a Berta como heroína nacional, la cual no fue aprobada. Ese mes los diputados del Congreso fueron criticados por aceptar un subsidio de 50 mil lempiras para los propietarios y 20 mil para los suplentes. Al mes siguiente el Congreso aprobó la eliminación de dichos subsidios para los congresistas, iniciativa presentada por Doris Gutiérrez. En mayo otra controversia involucró a los diputados, pues aprobaron un aumento salarial para ellos, por el cual los diputados propietarios pasaron de tener un sueldo base de 55 mil lempiras a 90 mil. Doris había apoyado la propuesta de un aumento salarial, pero una vez aprobado se mostró en contra por ser muy alto y no incluir al resto del personal del Poder Legislativo. Como muestra de su rechazo, Doris devolvió al Estado el primer aumento que se le otorgó, mediante un cheque por un monto de 74 mil lempiras.

## Vida privada
Doris es hija de Martha Gutiérrez y Armando Uclés Sierra. Es hermana del reconocido entrenador de fútbol José de la Paz Herrera. Creció con limitaciones económicas en el barrio Guanacaste, donde fue criada por su madre soltera y su abuela. Está casada y tiene 3 hijos.
Doris fue candidata por los dos partidos históricamente izquierdistas de Honduras, la Unificación Democrática y el Partido Innovación y Unidad. Se considera socialista, y considera al capitalismo un: «modelo injusto e inhumano», donde «prima la ganancia y la ambición avorazada». Afirma que sus principios se basan en la doctrina social de la Iglesia católica y en el pasado llegó a incursionar en la teología de la liberación.

## Reconocimientos
- 17 de diciembre de 2015, Premio Maya como la mejor diputada en sus funciones por el Instituto Mexicano de Evaluación (INDE).[15][2]